# Dorstenia lavrani
Dorstenia lavrani är en mullbärsväxtart som beskrevs av T.A.Mccoy och M.Massara. Dorstenia lavrani ingår i släktet Dorstenia och familjen mullbärsväxter. Inga underarter finns listade i Catalogue of Life.